# Скоробогатов, Александр Викторович
Алекса́ндр Ви́кторович Скоробога́тов (родился в 1963 году в городе Гродно, Белорусская ССР, СССР) — писатель, член фламандского отделения ПЕН-клуба. Произведения Скоробогатова опубликованы, помимо русского языка, в переводах на нидерландский, французский и итальянский. Готовятся публикации на греческом и португальском языках.

## Биография
Выпускник московского Литературного института имени Горького. Был студентом Белорусского государственного театрально-художественного института. Изучал богословие в Свято-Сергиевском православном богословском институте (Париж).
По собственным словам, захотел стать писателем «достаточно рано», в возрасте 18—19 лет, когда ещё учился в театральном институте. Ушёл оттуда, чтобы полностью посвятить себя писательскому труду, планируя стать полноценным писателем за несколько месяцев. Однако некоторое время спустя редактор единственного литературного журнала Белоруссии тех лет сказал Скоробогатову в неофициальном разговоре, что пишет Александр хорошо, но его произведения никогда не будут изданы, поскольку неприемлемы с идеологической точки зрения. Редактор посоветовал Александру, чтобы тот изменил свой стиль и взгляды, если всерьёз рассчитывает стать писателем. В последующие годы Скоробогатов слышал этот совет очень часто и не собирался ему следовать.
Александр искал такую работу, чтобы рабочий день был как можно короче и оставшееся время можно было отдать литературе. После ухода из театрального института работал униформистом в цирке, ночным сторожем в яслях, дворником, машинистом сцены и осветителем в драматическом театре. Начальника местного почтового отделения, где нужно было работать по несколько часов по утрам, не устроила внешность Александра (длинные волосы и джинсы), и туда его не приняли; в цирке рабочий день длился три часа, но затем цирк стал давать три представления в день, а это означало, что работать пришлось бы как минимум по девять часов и времени на писательство и встречи с подругой не оставалось бы совсем, поэтому Скоробогатов покинул цирк. Из яслей же Александр был уволен за постоянные прогулы. Вспоминал, что «ночи в этом огромном и пустом детском саду были слишком длинными и страшными», а кроме того, в эти ночи у него были намного более интересные занятия, чем «искать, где бы спрятаться от грабителей». Известно, что в то время Александр успел поработать также гравёром, библиотекарем и ещё в нескольких местах.
Во время учёбы в Литературном институте Александр начал заниматься журналистикой, работал на радиостанции «Юность». Впоследствии был собственным корреспондентом радиостанции «Свобода» по странам Бенилюкса. Ушёл с радиостанции, «столкнувшись с самой заурядной цензурой». Занимался переводом и озвучиванием, преподавал русский язык, работал копирайтером, по-прежнему преследуя цель уделять как можно больше времени литературному творчеству.
С конца 1992 года писатель живёт в Антверпене, Бельгия, куда переехал к жене — бельгийке Роз-Мари Вермёлен. Поженились они в Москве, когда Роз-Мари была студенткой, изучавшей славистику. Изначально Скоробогатов планировал остаться в Бельгии всего на две недели, рассчитывая, что Роз-Мари получит вид на жительство в России, но этим планам не суждено было сбыться.

## Публикации
Первым опубликованным произведением Александра стал рассказ «Палач», появившийся на страницах журнала «Юность» № 10 за 1989 год. Рассказ более года занимал первое место по количеству отзывов читателей, и в 1991 году «Юность» обратилась к Скоробогатову с предложением о новой публикации. Писатель вспомнил о повести «Сержант Бертран», которую, по его словам, придумал в Минске после ухода из театрального института, а написал уже в Москве, учась в Литературном институте. Текст «Сержанта Бертрана» был написан очень быстро, за один раз, после чего Скоробогатов «впервые в жизни стал страдать бессонницей — не спал восемь дней; это был ужасный период». Тогда Александр не рассматривал возможность предложить повесть какому-либо издательству или отдать на редакцию, поскольку «такие вещи не публиковались», но потом, получив предложение от «Юности», вспомнил об этой повести, дописал, и журнал принял её, но радовался Александр недолго, так как на следующий же день ему передали «отредактированную» рукопись, из которой были вычеркнуты все «рискованные» эпизоды. Ректор Литературного института просмотрел рукопись и сказал Александру, что речь идёт не о редакторской правке, а о цензуре. Писатели, с которыми Скоробогатов советовался по поводу издания повести, говорили: «Опубликуй, как предлагают, и не сдавайся, забудь об этом всём и напиши что-нибудь новое, каждый должен пройти этот этап». В итоге Скоробогатов пришёл в редакцию «Юности» и сказал, что отказывается от публикации в таком виде. Считает, что тогда ему повезло, потому что в журнале нашлись люди, которые хотели издавать новую прозу, и с их помощью ему удалось вернуть часть вычеркнутого текста, но так или иначе радости по поводу этой публикации он не испытывал. Тем не менее в том же году «Палач» был включён в антологию русского рассказа XX века, которую выпустило издательство «Русский язык», а «Сержант Бертран» получил премию журнала «Юность».
В следующем, 1992 году был издан перевод «Сержанта Бертрана» на нидерландский язык, выполненный Роз-Мари Вермёлен. В него вошло всё, что было вычеркнуто из оригинала в редакции «Юности». В 1995 году «Юность» опубликовала роман Скоробогатова «Аудиенция у князя», в 1997 году — первую часть романа «Земля безводная». Полная версия «Земли безводной» вышла в серии «Оригинал» издательства «ОЛМА-ПРЕСС» (Москва, 2002). В журнале «Знамя» № 9 за 2003 год опубликована первая часть романа «Кокаин». В 2008 году автор закончил роман «Портрет незнакомой девочки», который был в том же году напечатан журналом «Урал».
На нидерландском языке издано в общей сложности четыре книги Скоробогатова: повесть «Сержант Бертран» в редакциях 1992 и 2004 годов, а также «Аудиенция у князя» и «Земля безводная». В марте 2009 года французское издательство Editions Autrement выпустило «Сержанта Бертрана» в редакции 2004 года на французском языке под заглавием «Véra» («Вера»). Книга распространяется во Франции, Канаде, Швейцарии и Бельгии. В апреле 2011 года повесть поступила в продажу в Италии также под названием «Vera». Кроме того, запланирована её публикация на территории Греции под названием «Ο διαβολικός λοχαγός Μπερτράν» в переводе Александры Иоанниду.

## Скоробогатов в Интернете
На официальном сайте писателя размещены:
- его биография[2];
- отзывы российской и зарубежной прессы о его творчестве (как правило, положительные)[11];
- неотредактированный беловик романа «Земля безводная», отличающийся от текста журнальной и книжной публикации[12];
- первая часть романа «Кокаин» в варианте, опубликованном в журнале «Знамя»[13];
- форма для связи с писателем[14];
- блог с фотографиями из разных частей света (автор фотографий — сам Скоробогатов)[15];
- лента новостей о Скоробогатове (в основном на английском языке)[16];
- ссылка на его страницу в сети Facebook[2].

Кроме того, Скоробогатов под никами auteur russe и scrittore russo, что в переводе с французского и итальянского языков соответственно означает «русский писатель», ведёт блог «scienceuNDtechnology. Новинки науки и техники», который зарегистрирован на отдельном домене. Последняя запись в блоге датирована 26 апреля 2011 года. Также под ником scrittore russo Скоробогатов ведёт ещё один блог по адресу aleksandrskorobogatov.wordpress.com.